# Azes I

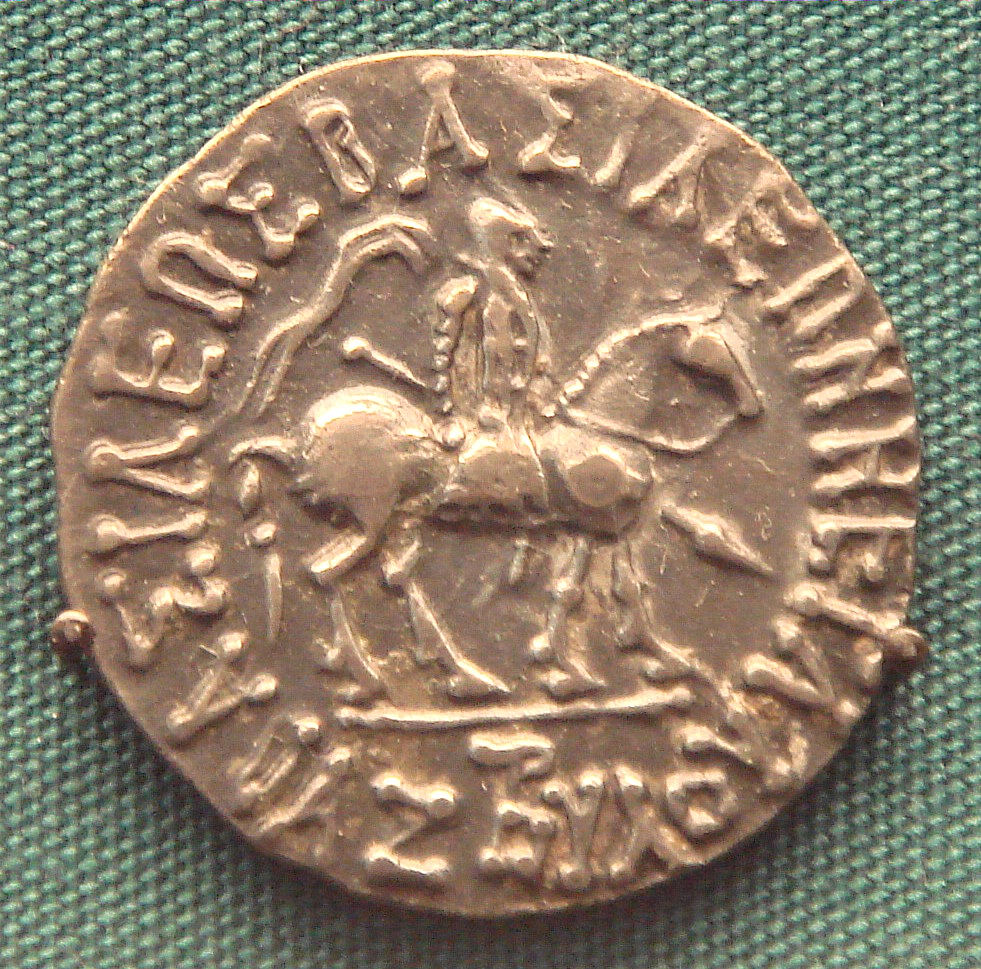
Tiền xu của Azes I (48/47-25 TCN).
Obv: Azes I mặc giáp phục, cưỡi ngựa, cầm một ngọn giáo nằm ngang. Dòng chữ khắc Hy Lạp: BASILEOS BASILEON MEGALOU AZOU " của Đại đế của các vị vua Azes".

Azes I (tiếng Hy Lạp: Ἄζης, khoảng năm 48/47 TCN – khoảng năm 25 TCN) là một vị vua người Ấn-Scythia, người đã hoàn thành việc thiết lập sự thống trị của người Scythia ở miền bắc Ấn Độ.

## Lịch sử
Mặc dù Maues và những người kế vị của ông đã chinh phục các vùng đất của Gandhara, cũng như khu vực Mathura từ năm 85 TCN, họ đã không thành công khi chống lại các vị vua Ấn-Hy Lạp còn lại ở phía bên kia sông Jhelum ở miền đông Punjab.
Vua Ấn-Hy Lạp, Hippostratos (65-55 trước Công nguyên) cuối cùng đã thất bại trước Azes I sau một cuộc kháng chiến lâu dài. Một số đồng tiền của Azes I mô tả thần Poseidon chế ngự một vị thần sông có sừng, cho thấy một chiến thắng trong một trận thủy chiến trên một dòng sông, có lẽ là Jhelum.

## Kỷ nguyên Azes

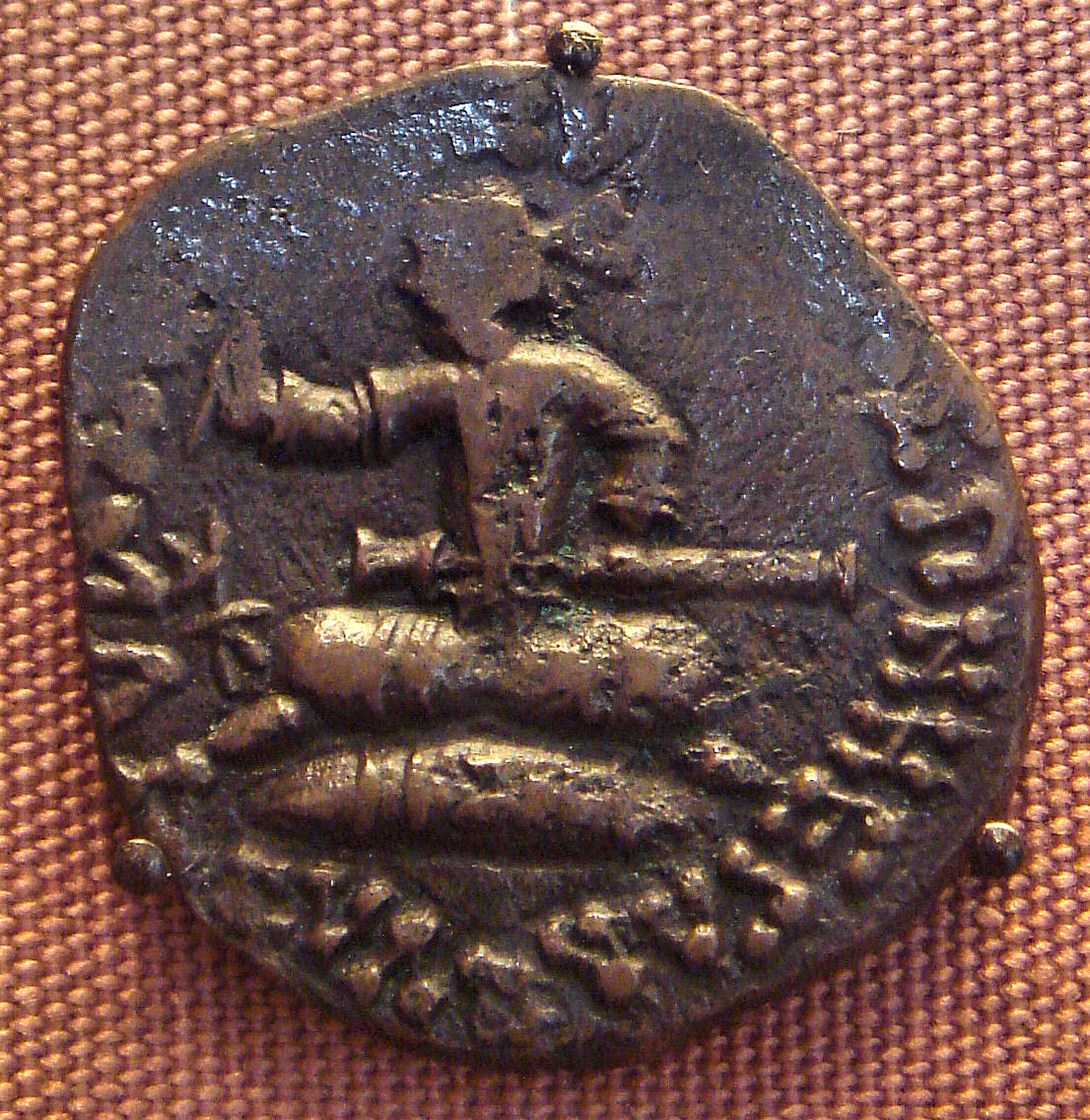
Tiền xu thuộc kỷ nguyên Azes miêu tả nhà vua. British Museum.

Di sản lâu dài nhất của Azes là thiết lập kỉ nguyên Azes vốn được nhiều người tin rằng kỉ nguyên này đã bắt đầu bởi những người kế vị Azes bằng cách đơn giản tiếp tục tính số năm triều đại của ông. Tuy nhiên, Giáo sư Harry Falk đã giới thiệu một dòng chữ tại các cuộc hội nghị mà chỉ ra thời gian của triều đại Azes, và cho thấy rằng kỉ nguyên này có thể đã được bắt đầu bởi chính bản thân Azes. Hầu hết các nhà sử học nổi tiếng cho rằng thời gian bắt đầu của kỉ nguyên Azes từ năm 58 trước Công nguyên và tin rằng nó giống như các thời kỳ sau này được gọi là kỷ nguyên Malwa hoặc Vikrama.
| Tiền nhiệm: vua Người Ấn-Scythia Spalirises (Ở Arachosia và Gandhara) Vua Ấn-Hy Lạp: Telephos (Ở phía Tây Punjab) Vua Ấn-Hy Lạp: Hippostratos | Vua Ấn-Scythia (48/47-25 TCN) | Kế nhiệm bởi: Azilises |